# Юзеф Ґжеґож Хлопіцький

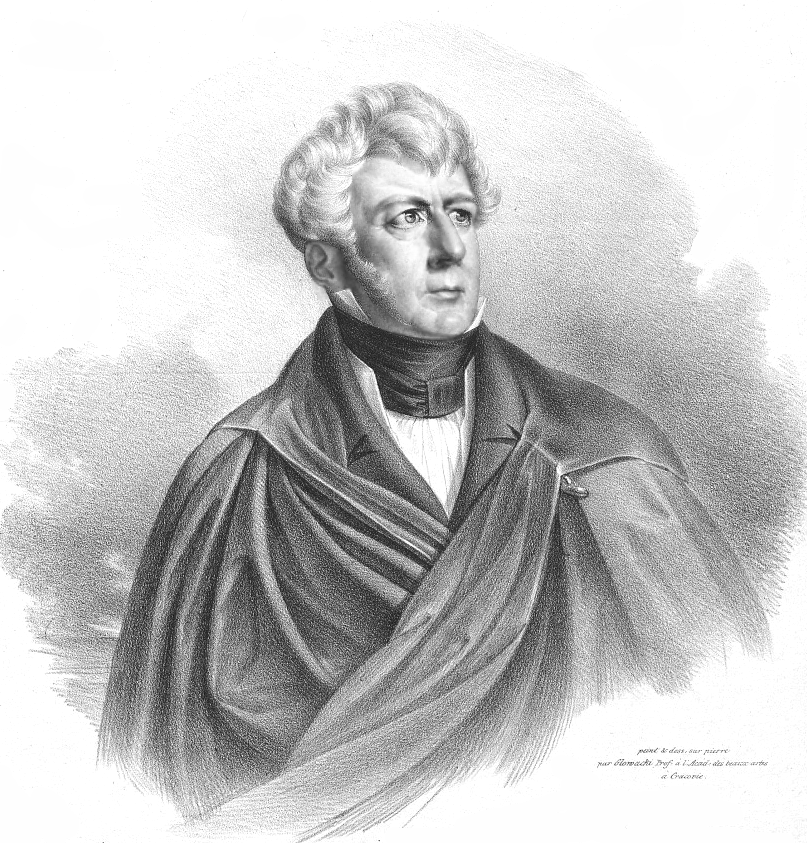

Ю́зеф Гже́гож Хлопі́цький (пол. Józef Grzegorz Chłopicki; 1771, Капустин, Волинь — 30 вересня 1854, Краків) — учасник повстання Костюшка і наполеонівських воєн; під час Листопадового повстання 1830—1831 диктатор, фактичний командувач польських військ у битві під Гроховом.

## Біографія

герб Нечуя

Юзеф Хлопіцький народився в місті Капустин (нинішньої Хмельницької області) у небагатій шляхетській родині. Батько — Франциск Хлопіцький, мати — дружина батька Маріанна з Ленкевичів.
Навчався в школах отців-василіян у Немирові, Вінниці, Шаргороді (звідси у 1785 році таємно втік і став до лав польського королівського війська). Згодом уже в складі російського війська брав участь в російсько-турецькій війні 1787 року. Через деякий час повертається до Польщі і 29 березня 1791 року отримує ранг хорунжого. 1792 року російські і прусські війська окуповують Польщу. Ю. Хлопіцький мужньо бився в лавах польського війська, але армію розбито. 1793 рік — новий розподіл Польщі. 1794 рік — Хлопіцький бере участь у визвольному повстанні під проводом Тадеуша Косцюшка. Капітан Ю. Хлопіцький відзначений командуванням повстанської армії за участь у битвах під Мацейовицями та під Рацлавицями. 1795 року після придушення повстання та остаточному розподілу Польщі, Ю. Хлопіцький емігрує до революційної Франції. У цей час, 1797 рік, у складі переможної Італійської армії під командуванням генерала Наполеона Бонапарта створюються польські легіони під проводом Яна Генрика Домбровського. 19 червня 1799 року поранений у невдалій для французької армії битві проти війська О. Суворова під Требією. Проте польські легіонери не знищені, вони продовжують битися і 1801 року. Відвага Ю. Хлопіцького в штурмі м. Песк'єра відмічена генералом Н. Ш. Удіно.
Разом з легіонами Хлопіцький б'ється в кампанії 1805 року в Італії, 1806 року — в Неаполітанському королівстві. Через рік поляки нарешті, після 10-12 років відсутності, повертаються на Батьківщину. Разом з Великою Армією вони б'ються у битвах під Пройсіш-Ейлау і Фрідландом. Ця кампанія знаменна для Хлопіцького. 11 червня 1807 року, за три дні до переможної битви під Фрідландом, його було призначено командувачем 1 полку Польсько-італійського легіону і присвоєно чин полковника французької армії.
10 вересня 1812 року під час авангардної перестрілки під Можайськом, Ю. Хлопіцький отримав надзвичайно важке поранення в ногу і не зміг брати участь у подальших боях, і в жовтні 1812 року його було вивезено до Франції. 31 грудня 1813 року його відправлено у відставку. У 1814 році Ю. Хлопіцький повернувся до Польщі. Тепер у вигляді Королівства Польського багатостраждальна вітчизна генерала знов належала Росії. Його було запрошено до лав війська Королівства Польського з присвоєнням чину генерал-лейтенанта на службі його величності Олександра І. Через конфлікти з намісником царя в Польщі великим князем Костянтином, 1818 року Ю. Хлопіцький подав у відставку.
Під час польського повстання 1830—1831 року генерал Ю. Хлопіцький командував Військом Польським і навіть обіймав посаду «диктатора» повстання. Він був поранений і ледве зміг покинути поле бою. Польське повстання 1830-31 років було придушене.

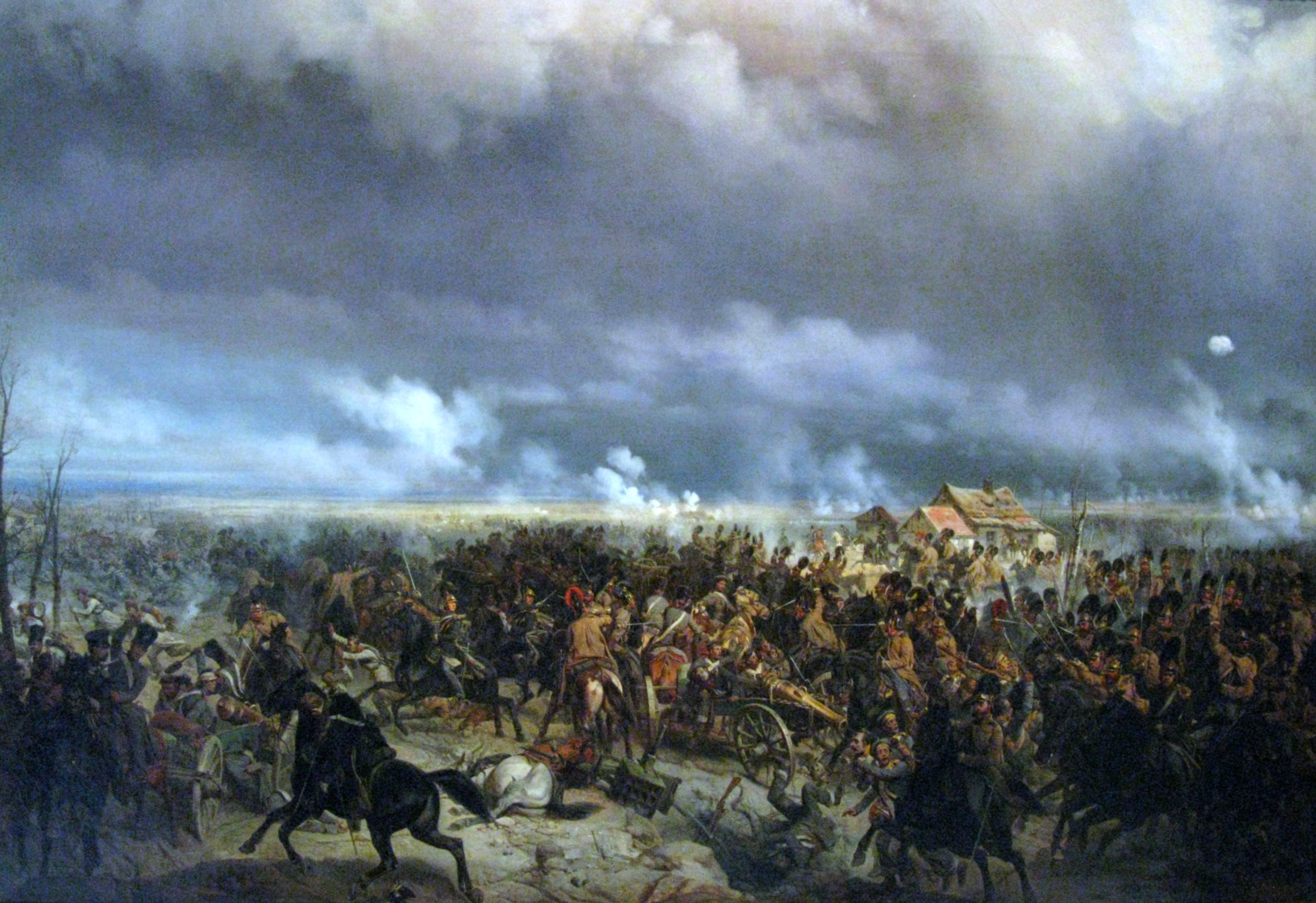
Битва під Гроховом (1831)

Стан здоров'я генерала не дозволив йому брати участь в подальшій боротьбі за свободу і незалежність Польщі. Решту днів Юзеф Хлопіцький провів у Кракові, що був під владою Австро-Угорщини. Помер у Кракові 21 (чи 30) вересня 1854 року, похований в місті Кшешовіце.